# Aschersoniodoxa mandoniana
Aschersoniodoxa mandoniana là một loài thực vật có hoa trong họ Cải. Loài này được (Wedd.) Gilg & Muschl. mô tả khoa học đầu tiên năm 1909.